# Jan Nielsen
Máximo exponente de la selección de fútbol de Groenlandia siendo su mayor goleador y con más participaciones en esta con 19 goles y 29 participaciones la mayor falencia de su selección es que esta no ha jugado Copa Mundial VIVA y su mayor logro es jugar con el club TSV 1860 Múnich en las temporadas de 1977 y 1978 donde tuvo una temporada estable siendo titular en el medio campo. 

## TSV 1860 Múnich.
Su primera y única temporada en el equipo fue estable porque fue importante para el medio campo de su equipo, aunque su equipo descendió a la segunda división alemana.
| Club                               | PJ | Partidos de Titular | Partidos Completados | Minutos | Tarjetas amarillas | Tarjetas rojas | Goles |
| ---------------------------------- | -- | ------------------- | -------------------- | ------- | ------------------ | -------------- | ----- |
| Múnich 1860                        | 28 | 27                  | 26                   | 2431    | 5                  | 0              | 1     |
| Selección de fútbol de Groenlandia | 29 | 25                  | 28                   | 2342    | 0                  | 0              | 19    |
| Total                              | 57 | 52                  | 54                   | 4773    | 5                  | 0              | 20    |

- Datos: Q1681869